# Athenaios (Militärschriftsteller)

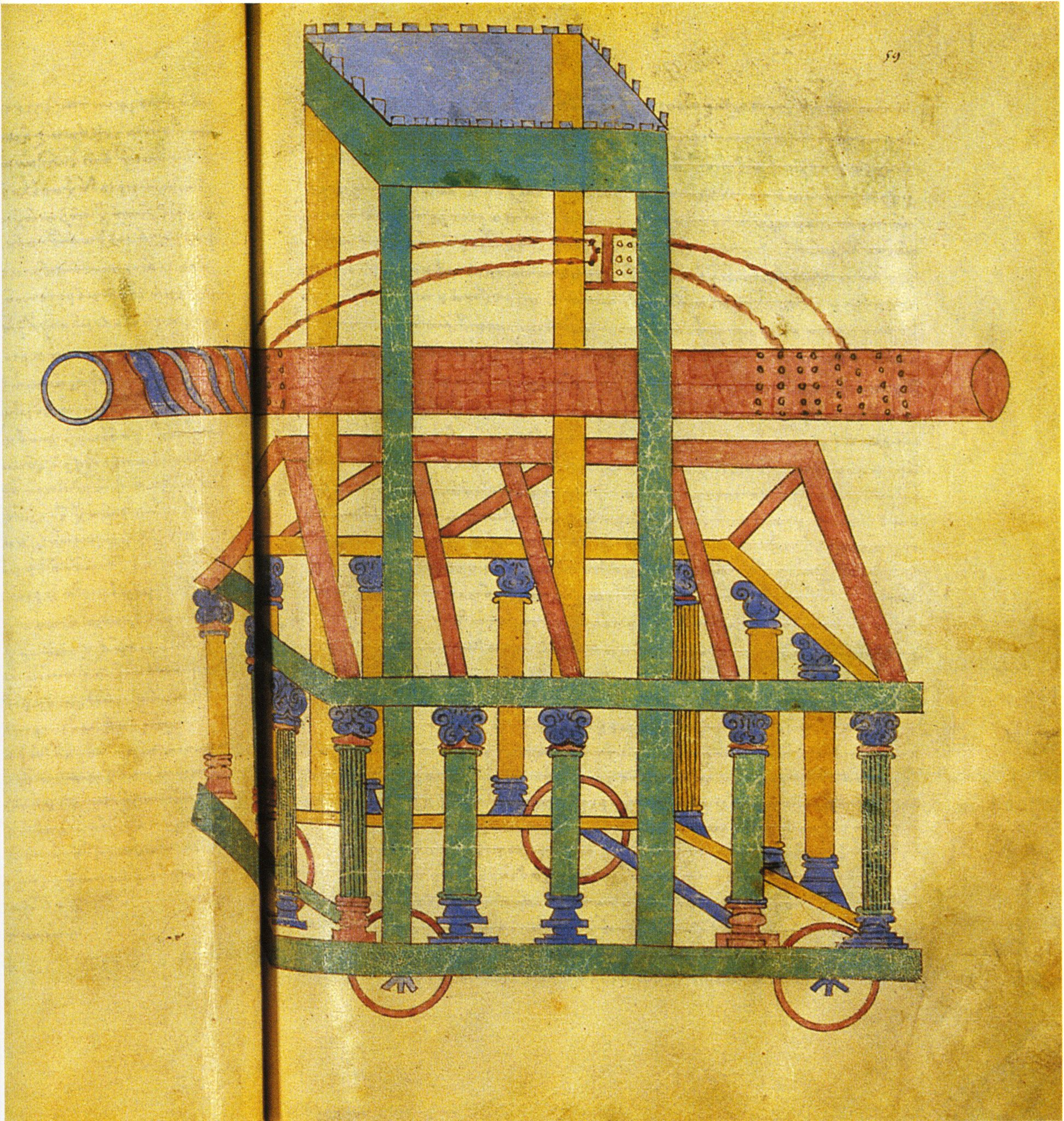
Athenaios, Peri mechanematon: Abbildung eines mobilen Rammbocks mit aufgehängtem Rammsporn in der Handschrift Paris, Bibliothèque Nationale, Graec. 2442, fol. 59v (11./12. Jahrhundert)

Athenaios (altgriechisch Ἀθήναιος Athḗnaios, lateinisch Athenaeus Mechanicus, deutsch Athenaios der Mechaniker) war ein griechischer Militärschriftsteller und Peripatetiker, der im 1. Jahrhundert v. Chr. lebte. Er ist vermutlich identisch mit dem Autor, der 27 v. Chr. eine überlieferte Abhandlung über Belagerungsmaschinen verfasste.
Gewidmet hat Athenaios sein Werk einem Römer namens Marcellus, der nach neuerem Forschungsstand nicht mit dem römischen Feldherrn Marcus Claudius Marcellus gleichzusetzen ist. Auch die Datierung der Schrift in die Regierungszeit Hadrians gilt als unwahrscheinlich.

## Leben
Athenaios stammte aus der Stadt Seleukia am Kalykadnos (heute Göksu, lateinisch Seleucia ad Calycadnum), wo er auch politisch tätig gewesen sein soll. Später wechselte er nach Rom, wo er zum näheren Freundeskreis des Aulus Terentius Varro Murena zählte. Er gehörte zu einem Kreis griechischer Intellektueller, die gesellschaftlich im Haus der Octavia etabliert waren.
Im Jahr 23 v. Chr. fiel er in Ungnade, da er der Mittäterschaft an der Verschwörung gegen Augustus beschuldigt wurde, die von seinem Gönner und Freund Murena ausgegangen war. Athenaios wurde auf der Flucht ergriffen und festgesetzt. Nachdem sich seine Unschuld erwiesen hatte, wurde er auf Anordnung des Kaisers aus der Haft entlassen. Athenaios kehrte nach Rom zurück, wo er kurze Zeit später beim Einsturz seines Hauses ums Leben gekommen sein soll.

## Werk
Das Werk Περὶ μηχανημάτων (peri mechanematon – „Über Belagerungsmaschinen“) war eine in griechischer Sprache verfasste Fachschrift, die poliorketisches (belagerungstechnisches) Grundwissen anschaulich und vereinfacht an politisch-militärische Führungskräfte vermitteln sollte. Der Autor, der vermutlich selbst kein Techniker gewesen ist, hatte die Absicht, die Poliorketik einem interessierten Laien literarisch verständlich darzulegen. Es handelte sich somit nicht um einen finalen, konkreten Bauplan für Konstrukteure, sondern um eine Expertise der bisherigen Belagerungstechnik, mit zusätzlichen Verbesserungs- und Neuerungsvorschlägen des Autors.

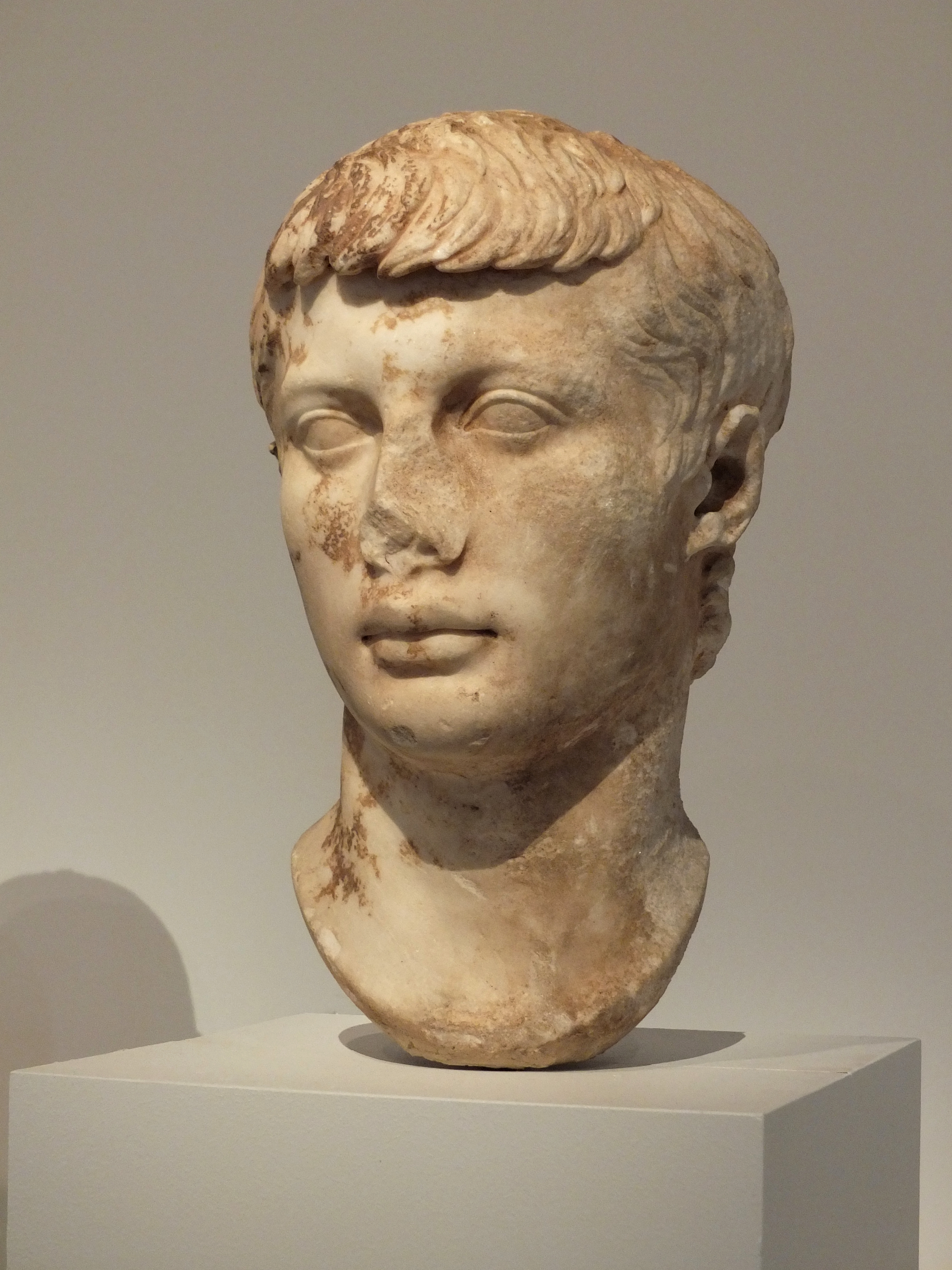
Porträt des Marcellus, dem die Schrift des Athenaios vermutlich gewidmet war

Als Adressat der Abhandlung des Athenaios war höchstwahrscheinlich Marcus Claudius Marcellus bestimmt, der zum Ende des Jahres 27 v. Chr. an einem Feldzug des Kaisers im kantabrischen Krieg teilnehmen sollte. Marcellus sowie der gleichaltrige Tiberius wurden vermutlich von einem Nestor von Tarsos in den Wissenschaften unterrichtet, der ein Landsmann des Athenaios war. Zusammen verkehrten sie im Haus der Octavia, wobei ein gegenseitiger, intellektueller und allgemeiner Austausch sowie eine gegenseitige Unterstützung angenommen werden kann. Damit muss es Athenaios leicht möglich gewesen sein, seine Abhandlung direkt oder indirekt an Marcellus zu bringen.
Das für die Praxis anzuwendende Handbuch sollte dem im Kriegswesen noch unerfahrenen Neffen und damaligen präsumtiven Nachfolger des Augustus, als Anleitung und zur Vorbereitung für den zu erwartenden Belagerungskrieg dienen. Es ist anzunehmen, dass Athenaios beabsichtigte mit dem Werk beim Adressaten das Interesse für den Bau von Belagerungsmaschinen zu wecken, der damit seine persönliche Unerfahrenheit durch die Literatur kompensieren konnte. Athenaios hoffte wohl mit dem Bau selbst oder mit seiner Beteiligung an einer beratenden Planung der Maschinen, beauftragt zu werden und spekulierte vermutlich auf den Einfluss, den der Neffe des Augustus am kaiserlichen Hof geltend machen konnte.

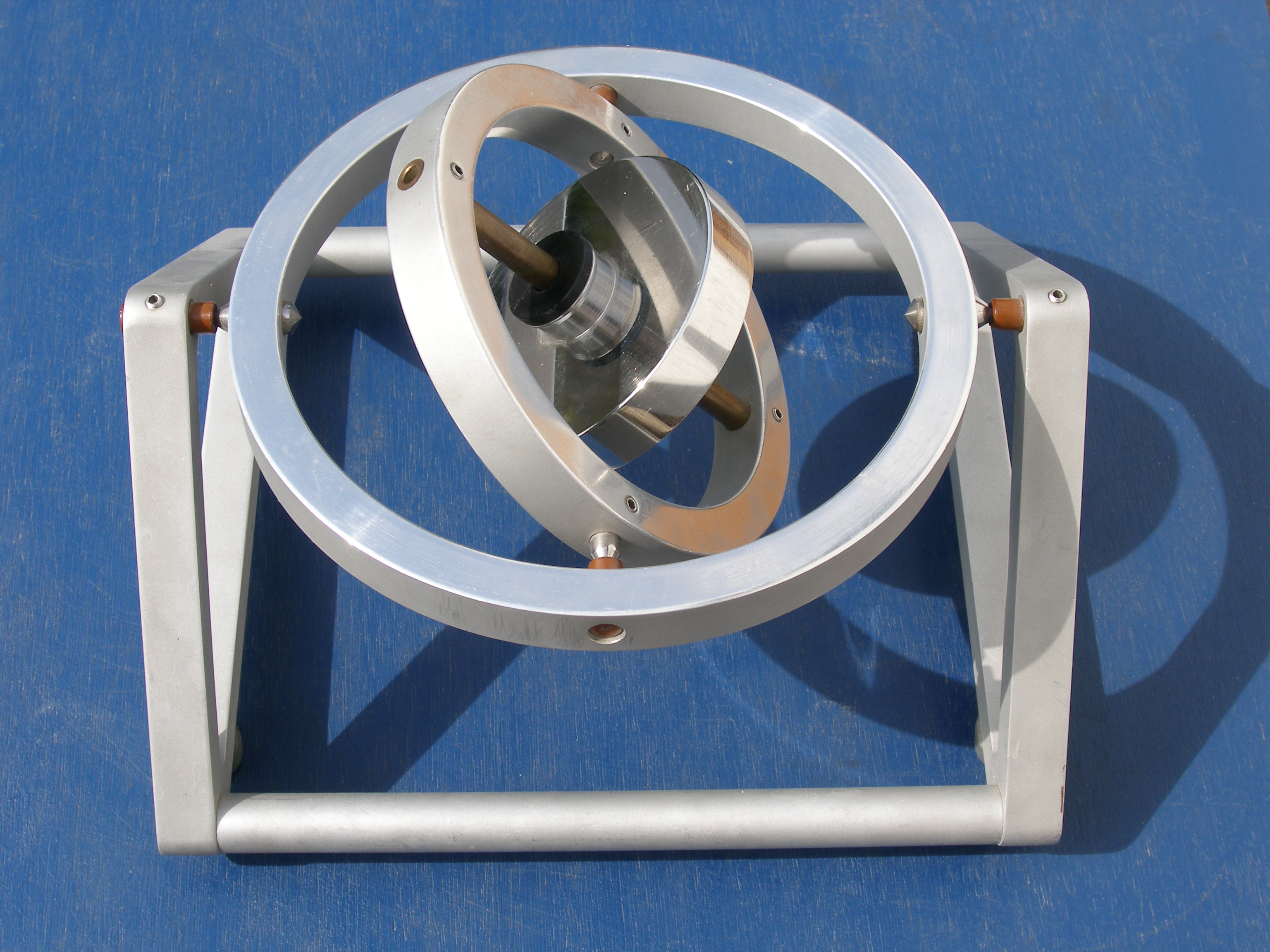
Kreisel mit kardanischer Aufhängung

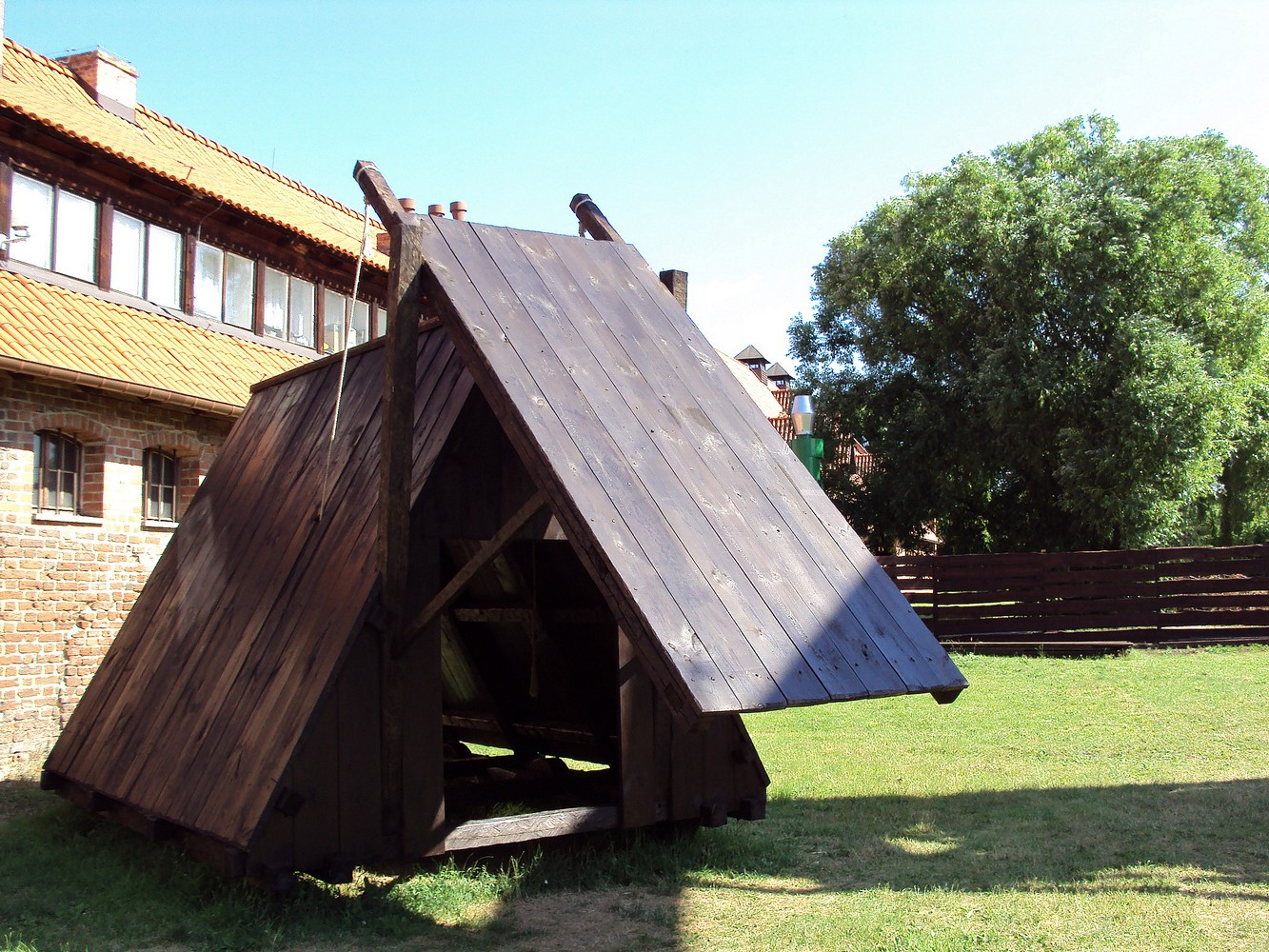
Rekonstruktion einer Chelone oder Testudo (Schildkröte)

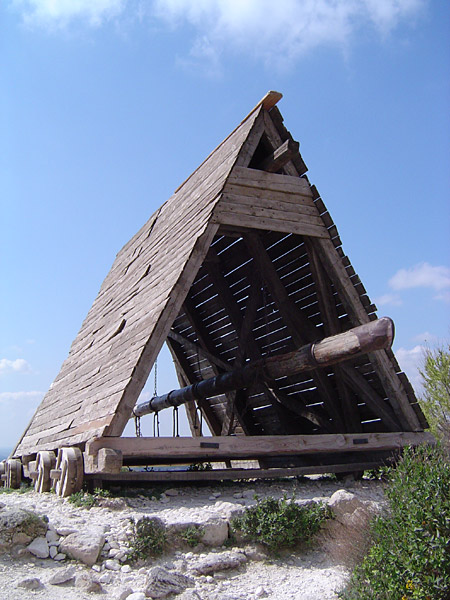
Nachbau eines Rammbocks mit Schutzbau (Widderschildkröte)

Sein Werk entlehnte sich zum größten Teil aus der poliorketischen Vorlage des Agesistratos. Dieser hatte für sein Werk die Schriften seines Lehrmeisters Apollonios als Quelle zur Verfügung. Apollonios hatte sich in den Jahren 88/87 v. Chr. mit dem Bau von Verteidigungsanlagen auf der Insel Rhodos, zur Abwehr gegen die durch den König von Pontos, Mithridates VI., durchgeführte Belagerung, verdient gemacht.
Die Schrift des Athenaios scheint wegen des bald anstehenden Feldzugs unter Zeitdruck verfasst worden zu sein, da sich der Autor am Ende des Vorworts zunächst für stilistische Mängel beim Adressaten entschuldigt.
Der erste Teil des Werks beinhaltet ein Proömium, in dem eine Auflistung der benutzten Quellen angegeben wird.
Der zweite Teil, der aus dem Werk des Agesistratos entnommene und so auch von Athenaios benannte Hauptteil, bezieht sich auf die Kriegsmaschinen, die bisher für die Belagerung von Festungen herangezogen worden sind.
Es folgt der Teil, in dem die vier eigenen Weiterentwicklungen und Neukonstruktionen des Autors aufgelistet und erläutert sind.
1. Belagerungstürme auf Kriegsschiffen mit kardanischer Aufhängung und mit einem Kontergewicht ausgestattet, die an eine belagerte Küstenstadt über den Wasserweg herangeführt werden können.
2. Kleinere, nicht näher bestimmte Belagerungsmaschinen, die zusammengelegt an die feindliche Stadtmauer gebracht und vor Ort durch Flaschenzüge aufgerichtet werden.
3. Eine Schildkröte, die mit lenkbaren Einzelrädern versehen ist.
4. Ein Rammbock (Widderschildkröte), der zusätzlich mit einem Korb ausgestattet ist. Diese Modifikation, vermutlich eine mit einer Mannschaft besetzte Vorrichtung, soll die Zerstörungskraft eines Aries erhöhen und gleichzeitig Angriffe gegen das Gerät abwehren.

Dem Werk sind zwei Skizzen beigefügt, die dem Leser die Neukonstruktionen erläuternd illustrieren sollen.
In einem abschließenden Epilog bemerkt der Autor, dass er bei Bedarf eine Abhandlung über die technischen Verteidigungsmöglichkeiten belagerter Städte verfassen würde.
Es ist nicht überliefert, ob die Schrift des Athenaios angenommen und seine Neuerungen auch nur ansatzweise in die Realität umgesetzt worden sind.

## Außenwirkung
Konträr zu einigen früheren und zeitgenössischen Verfassern poliketischer Schriften wurde durch den Autor ausschließlich die Offensive und nicht die Defensive (Verteidigung belagerter Städte) behandelt. Athenaios sah sich der Kritik ausgesetzt, als ein grausamer Schreibtischtäter zu gelten, da er das Sicherheitsgefühl von Stadtbewohnern negativ beeinträchtigte, indem seine Intention in der Zerstörung und nicht in dem Erhalt von Städten liege. Er rechtfertigte dies mit dem Hinweis, dass die Belagerungsmaschinen auch für die Verteidigung herangezogen werden konnten. Diese Argumentation stand jedoch im Widerspruch zu seiner Abhandlung, da Athenaios am Ende seines Werks eine ergänzende Schrift über Kriegsmaschinen, die zur Verteidigung belagerter Städte oder Festungen dienen sollten, in Aussicht stellte.
Das Werk des Athenaios stand im Kontext der römischen Expansionspolitik. Seine Belagerungstechnik war an der offensiven Militärführung des römischen Reichs ausgerichtet. Er war der Auffassung, dass die Poliorketik nur gegen diejenigen eingesetzt werde, die sich gegen die Gesetze des Reichs stellten. Seine Belagerungskunst stelle daher nur ein legitimes Hilfsmittel bei der Durchsetzung des kaiserlichen Willens dar.

## Ausgaben
- Melchisédech Thévenot: Veterum mathematicorum, Athenaei, Apollodori, Philionis, Bitonis, Heronis, et aliorum opera. Graece et Latine. Ex Typographia Regia, Paris 1693
- Rudolf Schneider: Griechische Poliorketiker. Bd. 3. Abhandlungen der Gesellschaft der Wissenschaften zu Göttingen, Philologisch-Historische Klasse, N.F., 12,5. Weidmann, Berlin 1912. (Griechischer Text und deutsche Übersetzung)
- David Whitehead, P. H. Blyth, Athenaeus Mechanicus, On Machines. Historia-Einzelschrift 182.  Stuttgart 2004.